# 英語であそぼ Hi!Eric
英語であそぼ Hi!Eric（えいごであそぼ はい エリック）は、NHK教育テレビの子供向けの英語教育番組、『英語であそぼ』内で2001年4月から2006年3月まで放送されたコーナー。エリック・ジェイコブセンの冠コーナーで、2003年度に限り独立した派生番組として放送された。

## 概要
2001年4月より、「英語であそぼ ゆかいなファミリーラップトーン!」の1コーナーとして放送開始。エリック・ジェイコブセンがギター片手に全国各地をまわり、子供たちと英語で楽しむ内容である。
2003年度に「英語であそぼ」は新シリーズにリニューアルし、放送時間は15分→10分に変更、それに伴い「Hi!Eric」のコーナーは夕方に3分枠で独立番組化した。当初は本編の舞台でもあるファンファンタウンのパートも番組終盤に少しだけあった。2004年度の夕方のタイムテーブルの整理により単独番組としては1年で終了し、2004年4月以降は「What do you like to do?」に改題の上、再び「英語であそぼ」本編に内包されて放送された。
その後ピタパタランド編は終了したものの、2005年4月4日より始まった新シリーズ「えいごであそぼ」においても1年間コーナーが継続された。2006年3月をもって当コーナーは終了となったが、エリックは以降も2017年3月まで番組にレギュラー出演した。

## 出演者
- エリック・ジェイコブセン
- 井上藍香（初期のみ、ファンファンタウンのパートのみの登場）